# ガース・クルックス
ガース・クルックス（Garth Crooks OBE, 1958年3月10日 - ）は、イングランド・ストーク＝オン＝トレント出身の元プロサッカー選手。ポジションはフォワード。1988年から1990年まで黒人として初のPFAの会長を務めた。

## 経歴
1976年に地元ストーク＝オン＝トレントのチームであるストーク・シティFCでデビュー。1979-80シーズンに1部リーグで14得点の成績を残すと、1980年夏に65万ポンドの移籍金でトッテナム・ホットスパーFCへ移籍した。
移籍初年度の1980-81シーズンにリーグ16得点、公式戦通算22得点を記録するなど、スティーブ・アーチボルドと共に2トップを形成し、活躍。FAカップ決勝ではゴールを決め、優勝に貢献した。また翌1981-82シーズンのFAカップ連覇にも貢献。リーグでも13得点を記録した。
1983-84シーズンにマンチェスター・ユナイテッドFCにローンで加入。その後トッテナムに復帰し、UEFAカップ優勝を経験した。1984-85シーズンは復調し、公式戦18得点を記録した。
1985年にウェスト・ブロムウィッチ・アルビオンFCへと移籍。その後チャールトン・アスレティックFCでプレーしたが、1990年に膝の負傷で現役を引退した。
引退後、BBCのサッカー解説者として働いている。
1999年に大英帝国勲章を叙勲した。

## タイトル
トッテナム
- FAカップ:1980-81,1981-82
- FAチャリティ・シールド:1981
- UEFAカップ:1983-84